# Das Flug
Das Flug ist eine Berliner Elektropop-Band, die der Stilrichtung Elektropunk zugerechnet wird.

## Band und Musikstil
Nach einigen Konzerten ohne Veröffentlichungen wurde der Berliner Electro-Produzent Plemo auf Das Flug aufmerksam und brachte auf seinem neuen Label UAE! No Records die ersten beiden Das Flug Releases Benzin (EP) und Der Fall der Psychiatrie (Single) heraus.
Der 2016 erschienene Langspieler Zerstören wurde beim süddeutschen Independent-Label Twisted Chords veröffentlicht, wo schon im Jahr 2015 eine Split-LP mit den Kaput Krauts veröffentlicht wurde. Linus Volkmann vom Musikexpress wählte Zerstören zum Album des Jahres 2016.
Die Band wird dem „Antideutschen Spektrum“ zugeordnet und in ihren Texten setzen sie sich u. a. kritisch mit Themen wie Rechtsextremismus und Nationalismus auseinander.

## Diskografie

### Alben
- 2015: Kaput Krauts / Das Flug (Split-LP, Twisted Chords)
- 2016: Zerstören (Twisted Chords)
- 2019: Alles musz in Flammen stehen (Twisted Chords)

### Singles und EPs
- 2011: Propeller (EP, Goldene Zukunft Records)
- 2012: Benzin (EP, UAE! No Records)
- 2012: Uber allem thront das Flug (UAE! No Records)
- 2012: Der Fall der Psychiatrie (Single, UAE! No Records)
- 2017: Ja Ja Natürlich (Feature mit Alles Scheiße)

### Beiträge auf Kompilationen
- 2012: Elektropunk (CD, ZYX Music)
- 2016: Refugees Welcome – Gegen jeden Rassismus (CD, LP, Springstoff)